# Скот Адкинс
Скот Адкинс (на английски: Scott Adkins) е британски актьор. Известен е с ролята си на Юрий Бойка във филмите „Фаворитът 2“, „Фаворитът 3“ и „Бойка: Фаворитът“. Други известни филми с негово участие са „Нинджа“, „Турнирът“, „Универсален Войник: Ден на разплатата“.

## Биография
Роден на 17 юни 1976 г. в Бирмингам, Англия. В детска възраст се занимава с различни бойни спортове между които кикбокс и джудо. Има по-голям брат Крег. Скот Адкинс е с испанска жилка – неговата прабаба е от Испания.
Влиза в класа по актьорско майсторство в Сътън Колдфийлд Колидж. На 19 години получава първия си черен колан. На 21-годишна възраст му е предложено място в Академията за драматично изкуство „Уебър Дъглас“. Въпреки това заради финансови проблеми по това време така и не успява да завърши академията. Скот е тренирал също нинджицу, джудо, карате, Крав Мага, Таекуондо и гимнастика. Първият му професионален пробив идва, когато му е предложена роля в Хонг Конг във филм за бойните изкуства, наречен „Extreme Challenge“ – така се озова на Изток за първи път. След това получава предложение за сериала на BBC „Лекари“.
Първата главна роля, която получава, е в кинохита на Исак Флорентин „Нинджа“ от 2009 г. След това се появява и в поредицата „Фаворитът“.
През 2011 актьорът е включен във високобюджетното продължение на „Непобедимите“ със Силвестър Сталоун.

## Филми
| Година | Заглавие                              | Оригинално заглавие                 | Роля                 | Бележки            |
| ------ | ------------------------------------- | ----------------------------------- | -------------------- | ------------------ |
| 2003   | Специални части                       | Special Forces                      | Талбот               | Директно-за-видео  |
| 2005   | Дани кучето                           | Danny the Dog                       | Боец в плувен басейн |                    |
| 2006   | Розовата пантера                      | The Pink Panther                    | Жакард               |                    |
| 2006   | Фаворитът 2                           | Undisputed II: Last Man Standing    | Юрий Бойка           | Директно-за-видео  |
| 2007   | Ултиматумът на Борн                   | The Bourne Ultimatum                | Агент Кайли          |                    |
| 2008   | Пастирът                              | The Shepherd: Border Patrol         | Карп                 | Директно-за-видео  |
| 2009   | Х-Мен началото: Върколак              | X-Men Origins: Wolverine            | Оръжие XI            |                    |
| 2010   | Фаворитът 3                           | Undisputed III: Redemption          | Юрий Бойка           | Директно-за-видео  |
| 2011   | Игри на смъртта                       | Assassination Games                 | Роланд Флинт         | Ограничено пускане |
| 2012   | Непобедимите 2                        | The Expendables 2                   | Хектор               |                    |
| 2012   | Универсален Войник: Ден на разплатата | Universal Soldier: Day of Reckoning | Джон                 | Ограничено пускане |
| 2012   | Враг номер едно                       | Zero Dark Thirty                    | Джон Симънс          |                    |
| 2013   | Гробницата на дракона                 | Legendary                           | Травис Престън       | Директно-за-видео  |
| 2016   | Трудна мишена 2                       | Hard Target 2                       | Уес Бейлър           | Директно-за-видео  |
| 2016   | Бойка: Фаворитът                      | Boyka: Undisputed                   | Юрий Бойка           | Директно-за-видео  |
| 2016   | Доктор Стрейндж                       | Doctor Strange                      | Лукиан               |                    |
| 2017   | Американски убиец                     | American Assassin                   | Виктор               |                    |
| 2021   | Плячка за милиони                     | Castle Falls                        | Майк Уейд            | Ограничено пускане |
| 2022   | Осми отдел                            | Section Eight                       | Леонард Лок          | Ограничено пускане |
| 2023   | Джон Уик 4                            | John Wick: Chapter 4                | Кила Харкан          |                    |